# Sigma Point
Sigma Point är en udde i Antarktis. Den ligger i Östantarktis. Australien gör anspråk på området.
Terrängen inåt land är platt. Trakten är glest befolkad. Närmaste befolkade plats är Davis Station, 10,2 kilometer norr om Sigma Point. 